# Spilopteron bigeminatum
Spilopteron bigeminatum är en stekelart som beskrevs av Wang 1992. Spilopteron bigeminatum ingår i släktet Spilopteron och familjen brokparasitsteklar. Inga underarter finns listade i Catalogue of Life.